# 대한민국 국민권익위원회
국민권익위원회(國民權益委員會)는 고충민원의 처리와 이에 관련된 불합리한 행정제도를 개선하고, 부패의 발생을 예방하며 부패행위를 효율적으로 규제하는 대한민국의 중앙행정기관이다. 위원장 1인은 장관급 정무직공무원으로, 부위원장 3인은 차관급 정무직공무원으로 보한다.
「부정청탁 및 금품등 수수의 금지에 관한 법률」의 주무 기관이며, 부패행위 및 공익침해행위 신고자에 대한 보호 기능을 수행하고 있다. 또한 부패행위신고 및 공익침해행위신고를 접수받아 처리하고 있다. 그 밖에 공공기관을 대상으로 하는 청렴도 측정제도, 공무원 행동강령 제도를 운영하고 있으며 유엔 부패 방지 협약 제6조에 따른 대한민국의 부패방지기구(Preventive Anti-corruption Body)에 해당한다. 또한 대국민 민원종합포털인 국민신문고시스템을 운영하고 있으며 대형 갈등민원을 조정하여 해결하는 역할을 수행한다. 행정심판법에 따라 중앙행정심판위원회를 운영하여 위법, 부당한 처분 등에 대한 정부 내 권리구제 기능을 수행하고 있다.
- 국민의 권리보호·권익구제 및 부패방지를 위한 정책의 수립 및 시행
- 고충민원의 조사와 처리 및 이와 관련된 시정권고 또는 의견표명
- 고충민원을 유발하는 관련 행정제도 및 그 제도의 운영에 개선이 필요하다고 판단되는 경우 이에 대한 권고 또는 의견표명
- 위원회가 처리한 고충민원의 결과 및 행정제도의 개선에 관한 실태조사와 평가
- 공공기관의 부패방지를 위한 시책 및 제도개선 사항의 수립·권고와 이를 위한 공공기관에 대한 실태조사
- 공공기관의 부패방지시책 추진상황에 대한 실태조사·평가
- 부패방지 및 권익구제 교육·홍보 계획의 수립·시행
- 비영리 민간단체의 부패방지활동 지원 등 위원회의 활동과 관련된 개인·법인 또는 단체와의 협력 및 지원
- 위원회의 활동과 관련된 국제협력
- 부패행위 신고 안내·상담 및 접수 등
- 신고자의 보호 및 보상
- 법령 등에 대한 부패유발요인 검토
- 부패방지 및 권익구제와 관련된 자료의 수집·관리 및 분석
- 공직자 행동강령의 시행·운영 및 그 위반행위에 대한 신고의 접수·처리 및 신고자의 보호
- 민원사항에 관한 안내·상담 및 민원사항 처리실태 확인·지도
- 온라인 국민참여포털의 통합 운영과 정부민원안내콜센터의 설치·운영
- 시민고충처리위원회의 활동과 관련한 협력·지원 및 교육
- 다수인 관련 갈등 사항에 대한 중재·조정 및 기업애로 해소를 위한 기업고충민원의 조사·처리
- 「행정심판법」에 따른 중앙행정심판위원회의 운영에 관한 사항
- 「부패방지 및 국민권익위원회의 설치와 운영에 관한 법률」 외의 다른 법령에 따라 위원회의 소관으로 규정된 사항
- 그 밖에 국민권익 향상을 위하여 국무총리가 위원회에 부의하는 사항

## 역사
정부 민원이 급증하면서 1960년대 각 부처는 민원실을 운영하기 시작했다. 이후 1971년 지금의 정부서울청사인 중앙청에 정부민원상담실을 설치하여 민원 통합 서비스를 개시했다. 상담실장은 총무처 기획관리실장이 겸임했으며 제도 개선·민원 협조 등의 업무를 담당했고 공무원의 비위에 대한 민원은 감사원으로 이첩하도록 했다. 이후 지방청·경찰서·노동청 등 전국적으로 민원실이 확대되었다. 하지만 정부민원상담실은 행정 절차 안내·상담 처리·관계 부처로 이첩 등 유명무실하다는 비판을 받았고 이를 시정하고자 1980년 정부합동민원실로 확대 개편하였다. 정부합동민원실은 각급 행정기관 소속 민원실에 대한 감독 기능을 가지고 민원 처리 상황을 감사할 수 있으며 민원 제도에 대한 조사 연구 권한도 가지게 되었다.
그럼에도 불구하고 행정편의주의적 입장을 가지는 공무원들에 의한 민원 처리는 한계가 있었다. 이에 김영삼 정부 때인 1994년 「행정규제및민원사무기본법」을 제정하여 행정기관과 특정한 이해관계가 없는 인사들로 구성되는 국민고충처리위원회가 출범하게 되었다. 신설된 위원회는 중앙정부와 지방자치단체뿐 아니라 공공단체·협회·조합 등의 민원까지 처리하며 30일 이내에 민원 처리를 끝내도록 법제화하여 신속한 구제에 도움이 되도록 하였다. 1996년에는 정부합동민원실을 국민고충처리위원회 산하 사무처로 흡수하여 민원창구를 일원화했다.
한편 공직자 비리 근절을 위해 부정부패를 뿌리뽑기 위한 노력도 역대 정부별로 이루어져 왔다. 기존의 「공직자윤리법」이 다루지 않는 부정부패를 규제할 필요성이 대두되었지만 이렇다 할 성과를 거두지 못했다. 김영삼 정부에서 「부정부패방지법」 제정에 나섰으나 결실을 맺지 못했다가 2001년 김대중 정부에서 비로소 「부패방지법」이 제정되고 이에 따라 부패방지위원회가 2002년 출범했다. 부패방지위원회는 부패 방지 시책 및 제도 개선 사항을 수립·권고하는 역할을 맡았으며 또한 내부고발자를 보호하고 차관급 이상 공직자의 부패 행위에 대한 고발권을 가졌다.
노무현 정부가 출범한 뒤인 2005년에는 「부패방지법」을 개정하여 부패방지위원회를 국가청렴위원회로 개편했다. 부패방지라는 소극적 목표보다 국가청렴도 제고라는 적극적 목표를 지향하겠다는 것이 주된 이유였다. 이와 함께 부패 행위를 강요·제의·권고·유인하거나 은폐를 강요하는 것도 부패 행위의 범주에 포함시키고 법령의 부패유발요인을 분석해 소관기관에 권고할 수 있는 권한이 주어지는 등 관련 제도가 보완되었다.
2008년 출범을 앞둔 이명박 정부는 국민고충처리위원회와 국가청렴위원회, 그리고 법제처 소속 행정심판위원회를 통합해 총리 직속 국민권익위원회를 신설하기로 했다. 국민의 권리 구제와 권익 보호를 위한 기능이 여러 기관에 나뉘어져 있어 혼란과 불편을 초래한다는 것이 그 이유였다. 하지만 참여연대는 "청렴위를 폐지하는 것은 반부패 정책을 크게 후퇴시키는 결과를 초래할 것", 경제정의실천시민연합은 "반부패 정책을 수립하고 비리를 제보받아 조사하는 청렴위와, 행정기관으로부터 피해를 받은 국민들의 권리구제를 목적으로 하는 옴부즈맨 기구인 고충처리위는 성격이 상이한 단체"라는 성명을 각각 발표하며 두 위원회를 통합하기보다 오히려 청렴위의 권한을 강화해야 한다고 비판했다. 이후 여야 합의를 통해 두 기관을 합쳐 2월 29일 국민권익위원회가 정식으로 출범했다.

### 연혁
- 1972년 6월 9일: 총무처 소속으로 정부민원상담실 설치.[11]
- 1980년 11월 14일: 정부합동민원실로 개편.[12]
- 1994년 4월 8일: 국무총리 소속으로 국민고충처리위원회 설치.[13]
- 1996년 12월 31일: 정부합동민원실을 폐지하고 소관 사무를 국민고충처리위원회로 이관.[14]
- 2002년 1월 25일: 대통령 소속으로 부패방지위원회 설치.[15]
- 2005년 7월 21일: 부패방지위원회를 국가청렴위원회로 개편.[16]
- 2008년 2월 29일: 국가청렴위원회와 국민고충처리위원회를 국민권익위원회로 통합.[17]

### 역대 로고

2008년부터 2016년까지 사용된 국민권익위원회 로고

## 조직
위원장 1명, 부위원장 3명, 상임위원 3명, 비상임위원 8명 등 총 15명의 위원으로 구성한다. 위원은 고충민원과 부패방지에 관한 업무를 공정하고 독립적으로 수행할 수 있다고 인정되는 사람 중에서 대통령이 임명한다. 위원장과 부위원장은 국무총리의 제청으로 대통령이 임명하고 상임위원은 위원장의 제청으로 대통령이 임명한다. 비상임위원은 8명 중 3명은 국회가, 3명은 대법원장이 추천하여 대통령이 임명한다. 위원의 임기는 3년이며 한 차례 연임이 가능하다.
회의는 재적위원 과반수의 출석으로 개의하고 출석위원 과반수의 찬성으로 의결한다. 고충민원을 심의·의결하기 위해 위원 3명으로 구성하는 소위원회를 둘 수 있으며 위원회의 효율적 업무 수행을 위해 분야별 분과위원회를 둘 수 있다. 업무수행을 위해 자문기구를 둘 수 있으며 사무를 처리하기 위해 사무처를 둔다.
| 국                     | 심의관실             | 담당관실·과 |
| 위원장 산하 하부조직   | 위원장 산하 하부조직 | 위원장 산하 하부조직 |
| ---------------------- | -------------------- | --- |
| 대변인실               | 대변인실             | 홍보담당관실 |
| 사무처장 산하 하부조직 |                      | |
| 기획조정실             | 기획조정실           | 기획재정담당관실ㆍ혁신행정데이터담당관실ㆍ법무담당관실ㆍ국제교류담당관실ㆍ민간협력담당관실                                                                           |
|                        |                      | 감사담당관실ㆍ운영지원과 |
| 부패방지국             | 부패방지국           | 청렴정책총괄과ㆍ청렴조사평가과ㆍ부패영향분석과ㆍ청탁금지제도과ㆍ행동강령과ㆍ채용비리통합신고센터                                                                     |
| 심사보호국             | 심사보호국           | 심사기획과ㆍ부패심사과ㆍ공공재정환수관리과ㆍ보호보상정책과ㆍ신고자보호과ㆍ신고자보상과ㆍ공익심사팀                                                                   |
| 고충처리국             | 고충민원심의관실     | 민원조사기획과ㆍ행정문화교육민원과ㆍ국방보훈민원과ㆍ경찰민원과ㆍ재정세무민원과ㆍ복지노동민원과ㆍ산업농림환경민원과ㆍ주택건축민원과ㆍ도시수자원민원과ㆍ교통도로민원과 |
| 행정심판국             | 행정심판심의관실     | 행정심판총괄과ㆍ행정교육심판과ㆍ재정경제심판과ㆍ국토해양심판과ㆍ사회복지심판과ㆍ환경문화심판과ㆍ운전면허심판과                                                       |
| 권익개선정책국         | 권익개선정책국       | 제도개선총괄과ㆍ경제제도개선과ㆍ사회제도개선과ㆍ국민신문고과ㆍ민원정보분석과ㆍ적극행정국민신청팀                                                                     |

### 소속기관
- 위원장의 관장 사무를 지원하는 기관
  - 정부합동민원센터, 청렴연수원

### 소속 위원회

#### 행정위원회
| 위원회명           | 주관부처       | 설치근거         | 비고 |
| ------------------ | -------------- | ---------------- | ---- |
| 중앙행정심판위원회 | 국민권익위원회 | 행정심판법 제6조 |      |

#### 자문위원회
| 위원회명       | 주관부처       | 설치근거                                                  | 비고 |
| -------------- | -------------- | --------------------------------------------------------- | ---- |
| 보상심의위원회 | 국민권익위원회 | 부패방지 및 국민권익위원회 설치와 운영에 관한 법률 제69조 |      |

## 정원
국민권익위원회에 두는 공무원의 정원은 다음과 같다.
| 총계          | 총계              | 486명 |
| ------------- | ----------------- | ----- |
| 정무직 계     | 정무직 계         | 4명   |
|               | 위원장            | 1명   |
|               | 부위원장          | 3명   |
|               |                   |       |
| 별정직 계     | 별정직 계         | 1명   |
|               | 6급 상당 이하     | 1명   |
|               |                   |       |
| 일반직 계     | 일반직 계         | 478명 |
|               | 고위공무원단      | 15명  |
|               | 3급 이하 5급 이상 | 264명 |
|               | 6급 이하          | 192명 |
|               | 전문경력관        | 7명   |
|               |                   |       |
| 경찰공무원 계 | 경찰공무원 계     | 3명   |
|               | 경정 이하         | 3명   |

## 재정
총수입·총지출 기준 2023년 재정 규모는 다음과 같다.
| 구분     | 세입예산      | 작년 대비 증감 |
| -------- | ------------- | -------------- |
| 일반회계 | 8억 2300만 원 | +52.69%        |
|          |               |                |
| 합계     | 8억 2300만 원 | +52.69%        |

| 구분     | 구분     | 세출예산        | 작년 대비 증감 |
| -------- | -------- | --------------- | -------------- |
| 일반회계 | 일반행정 | 949억 5800만 원 | +1.79%         |
|          |          |                 |                |
| 합계     | 합계     | 949억 5800만 원 | +1.79%         |

## 사건·사고 및 논란

### 소속 간부의 부하 직원 성폭력 사건
서울동부지법 형사11부는 만취한 부하 직원을 호텔로 데려가 성폭행한 혐의로 구속 기소된 권익위 고위간부 박모(55)씨에 대해 징역 2년 6월을 선고했다. 재판부는 "만취상태의 부하직원을 성폭행하고 그냥 두고 나온 점 등 죄질이 좋지 않다"며 양형 이유를 밝혔다. 박씨는 2011년 5월 3일 오후 9시 40분쯤 부하 직원 A씨와 술을 마신 뒤 만취한 A씨를 서울 강동구의 한 호텔로 데려가 강제로 성폭행해 강간치상 혐의로 구속 기소됐다.

## 같이 보기
- 국민권익위원회 위원장
- 국민권익위원회 부위원장
- 국민권익위원회 상임위원
- 국민신문고
- 대한민국의 부패신고 포상금 제도

### 내용주
1. 1 2 3 4  개방형 직위.
2. ↑  2025년 12월 31일까지 존속하는 한시조직.
3. ↑  2023년 11월 30일까지 존속하는 한시조직.
4. ↑  2025년 1월 31일까지 존속하는 한시조직.
5. ↑  한시정원 1명 포함.
6. ↑  한시정원 2명 포함.

### 참조주
1. 1 2  「국민권익위원회와 그 소속기관 직제」 별표 1·별표 4
2. 1 2  기획재정부. “열린재정 > 재정연구분석 > 재정분석통계 > 예산편성현황(총수입)”. 《열린재정》. 2023년 1월 1일에 확인함.
3. 1 2  기획재정부. “열린재정 > 재정연구분석 > 재정분석통계 > 세목 예산편성현황(총지출)”. 《열린재정》. 2023년 1월 1일에 확인함.
4. ↑  “中央廳에,公務員비위등 신고받아 民願상담실 개관”. 《경향신문》. 1971년 12월 8일. 2023년 6월 21일에 확인함.
5. ↑  “金총무처장관 政府합동民願室 업무개시”. 《매일경제》. 1980년 11월 17일. 2023년 6월 21일에 확인함.
6. ↑  김은숙 (1994년 4월 16일). “국민고충 처리委 역할에 기대크다”. 《조선일보》 (서울). 2023년 6월 21일에 확인함.
7. ↑  윤정국 (1997년 1월 12일). “정부 민원창구 「고충처리委」로 일원화”. 《동아일보》. 2023년 6월 21일에 확인함.
8. ↑  오종석 (2001년 6월 29일). “[본회의 통과 ‘부패방지법’ 내용] ‘부패’ 내부고발자 신분보장”. 《국민일보》. 2023년 6월 21일에 확인함.
9. ↑  최석환 (2008년 1월 16일). “고충위+청렴위+행정심판위→'국민권익위' 신설”. 《머니투데이》. 2023년 6월 21일에 확인함.
10. ↑  박수균 (2008년 1월 19일). “시민단체들 ‘국가청렴위 폐지’ 반발”. 《문화일보》. 2023년 6월 21일에 확인함.
11. ↑  대통령령 제6236호
12. ↑  대통령령 제10067호
13. ↑  법률 제4735호
14. ↑  대통령령 제15251호
15. ↑  법률 제6494호
16. ↑  법률 제7612호
17. ↑  법률 제8878호
18. ↑  김수영 (2011년 7월 22일). “부하 女직원 성폭행한 권익위 간부 징역 2년6개월”. 《노컷뉴스》. 2011년 7월 22일에 확인함.